# Petro Poroschenko

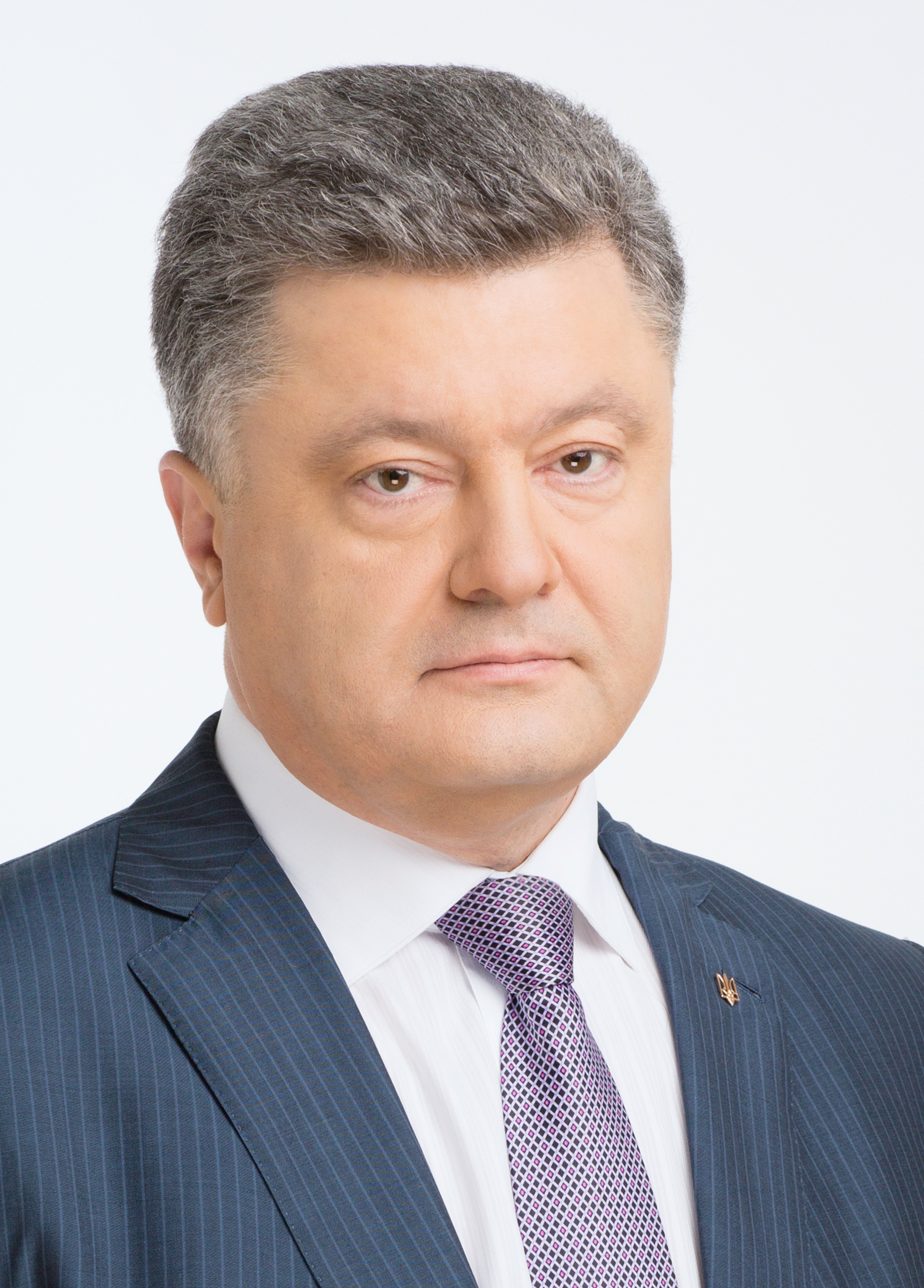
Petro Poroschenko (2014)

Petro Oleksijowytsch Poroschenko (ukrainisch Петро Олексійович Порошенко; * 26. September 1965 in Bolhrad, Sowjetunion) ist ein ukrainischer Unternehmer und Politiker. Vom 7. Juni 2014 bis zum 20. Mai 2019 war er Präsident der Ukraine.
Als Inhaber der Unternehmensgruppe Ukrprominvest, zu der Beteiligungen im Auto- und Schiffbau, der Schokoladenherstellung und Rüstung sowie Fernsehsender gehören, wurde Poroschenko zum Milliardär. 2021 listete ihn das Wirtschaftsmagazin Forbes auf Platz sieben der ukrainischen Oligarchen mit einem geschätzten Vermögen von 1,6 Milliarden US-Dollar, demselben Wert wie schon 2013; 2005 hatte das polnische Nachrichtenmagazin Wprost sein Vermögen noch auf etwa 350 Millionen US-Dollar geschätzt. Wegen seiner geschäftlichen Tätigkeit im Bereich der Schokoladenherstellung wird er auch „Schokoladenoligarch“ genannt.
Poroschenko ist Parteivorsitzender der ukrainischen Partei Europäische Solidarität, die sich zuvor Block Petro Poroschenko nannte und die im August 2014 aus der 2001 von ihm gegründeten Partei Solidarnist hervorging. Ab 2002 hatte er sich vor allem im 2012 aufgelösten Wahlbündnis Block Unsere Ukraine engagiert. Er bekleidete verschiedene Regierungsämter; von Februar bis September 2005 war er Vorsitzender des „Nationalen Sicherheits- und Verteidigungsrats“, von Februar 2007 bis März 2012 Notenbank-Aufsichtsrat und Direktor der Nationalbank der Ukraine und 2009/10 Außenminister. 2012 war er mehrere Monate Wirtschaftsminister, entwickelte sich danach aber zu einem Kritiker des Präsidenten Janukowytsch.
Am 25. Mai 2014 gewann er die Präsidentschaftswahl in der Ukraine 2014 im ersten Wahlgang. Am 21. April 2019 verlor er im zweiten Wahlgang der Präsidentschaftswahl 2019 mit dem schlechtesten Wahlergebnis, das je ein Kandidat in der Stichwahl erhielt, gegen den politischen Quereinsteiger Wolodymyr Selenskyj.

## Herkunft und Ausbildung
Poroschenko ist der Sohn des Maschinenbauingenieurs und späteren Fabrikdirektors Oleksij Poroschenko (Олексій Іванович Порошенко) aus der Oblast Odessa. Er wuchs unter anderem in Bender (Transnistrien, damals Moldauische SSR) auf. Er besuchte das Bolgrader Gymnasium und studierte im Anschluss von 1982 bis 1985 an der Taras-Schewtschenko-Universität in Kiew und von 1986 bis 1989 an der Fakultät für Internationale Beziehungen und Internationales Recht, die er mit einem Abschluss in Internationaler Ökonomie beendete. In den Jahren 1984 bis 1986 leistete er seinen Wehrdienst bei den sowjetischen Streitkräften ab. Wegen einer Prügelei mit vier Fähnrichen auf dem Militärkommissariat wurde er zur Strafe zum Armeedienst nach Kasachstan geschickt.
Nach seinem Studienabschluss arbeitete Poroschenko als Aspirant am Lehrstuhl für Wirtschaftsbeziehungen am Institut für Internationale Beziehungen und Internationales Recht an der Kiewer Taras-Schewtschenko-Universität. Seine Doktorarbeit veröffentlichte er 2002 an der Odessaer Nationalen Juristischen Akademie unter dem Titel „Die rechtliche Regelung der Verwaltung staatlicher Gesellschaftsrechte in der Ukraine“ (im Original Правове регулювання управління державними корпоративними правами в Україні).

## Karriere als Unternehmer

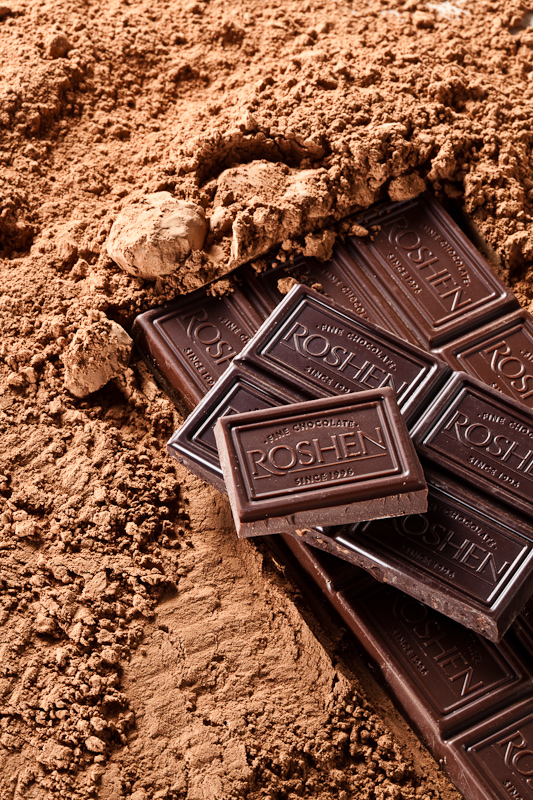
Roshen-Schokolade

Den Grundstein für seinen wirtschaftlichen Aufstieg legte Poroschenko in den Umbruchzeiten der 1990er-Jahre. Laut Eigenangaben handelte er mit Kakaobohnen, dann erwarb er mehrere Süßwarenfabriken, die er 1996 zu dem Konzern Roshen (eine Wortkreation aus Poroshenkos Nachnamen) verschmolz. Im Jahr 2013 produzierte Roshen laut Eigenangaben 450.000 Tonnen Konfekt und erwirtschaftete über 40 Prozent seines Umsatzes in Russland sowie den GUS-Staaten. Der Süßwarenhersteller Roshen verhalf Poroschenko zu seinem Spitznamen „Schokoladenkönig“ oder „Zuckerbaron“.

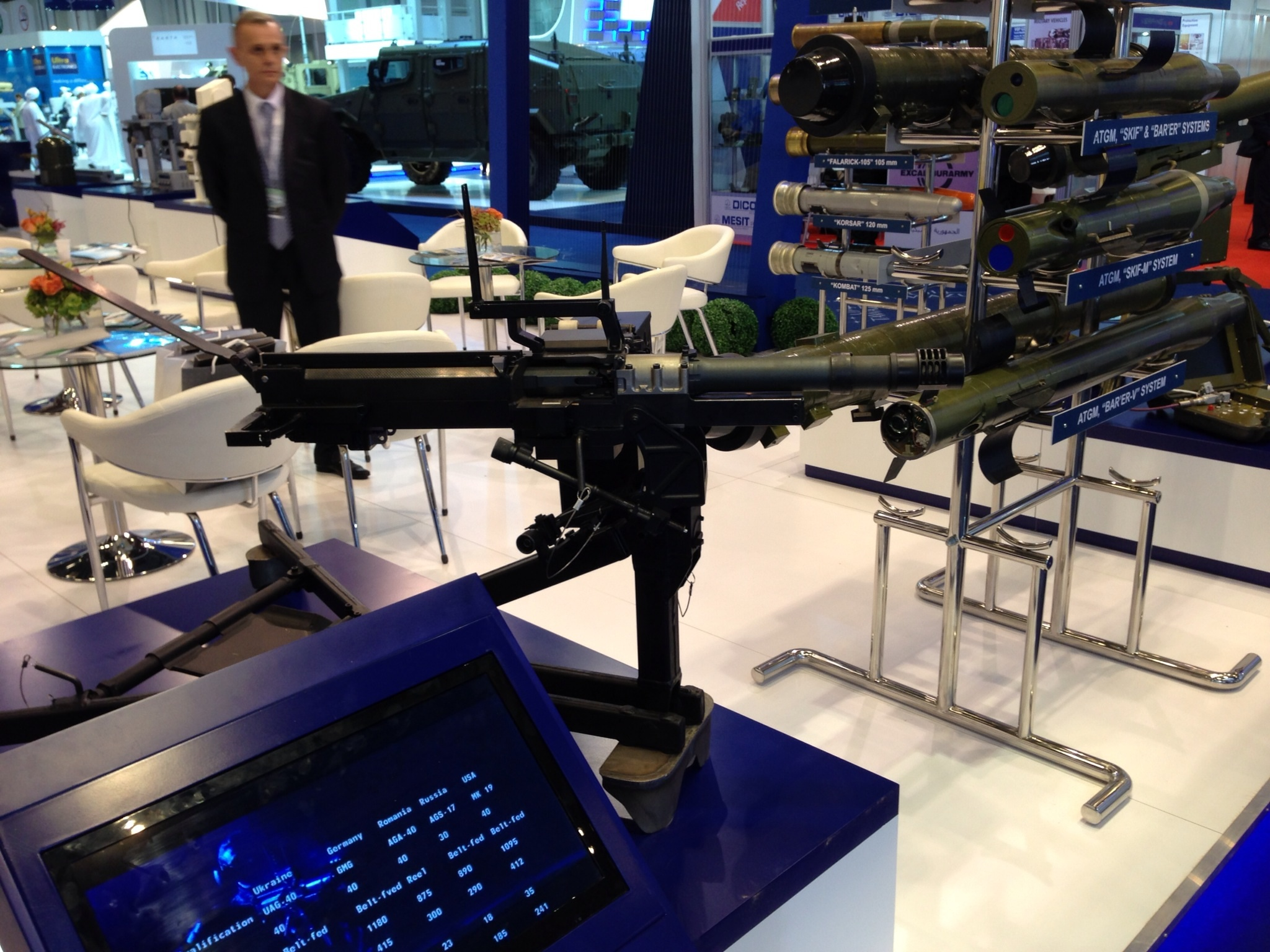
Granatwerfer UAG-40 aus Poroschenkos Waffenproduktion Leninska Kuznya (Ukrprominvest)

Er war stellvertretender Direktor in der „Vereinigung kleiner Unternehmer und Unternehmen Respublika“, seit 1991 Generaldirektor der Aktiengesellschaft „Börsenhaus Ukraina“, bevor er – „zusammen mit seinem Vater und anderen“ – die in Kiew ansässige Geschlossene Aktiengesellschaft Ukrprominvest (ukr. Група «Укрпромінвест») gründete, einen inzwischen auch aus Panama heraus operierenden Investment- und Mischkonzern, zu dem unter anderem das Schiffbau- und Rüstungsunternehmen Leninska Kuznya, ein Rüben-, Korn- und Samenhandelsunternehmen, über 100.000 Hektar an Ländereien, Automobilunternehmen, eines der größten Taxi-Unternehmen in Kiew sowie Anteile an einer Versicherung gehören. Poroschenko war dort bis 1998 Generaldirektor. Der inzwischen verstorbene Vater Poroschenkos, Oleksij Poroschenko, war der Geschäftsführer von Ukrprominvest und leitete die Familiengeschäfte.
Über seine Anteile an der Holding Ukrprominvest kontrolliert Poroschenko ebenfalls eine Mediengruppe mit TV- und Radiosendern, darunter den Fernsehsender Kanal 5 (5.ua) sowie die Nachrichtenmagazine Bigmir.net und Korrespondent.net.
Die Bekanntgabe, seine TV-Sendeanstalt Kanal 5 nach der Wahl zum Präsidenten behalten zu wollen, wurde von der OSZE-Beauftragten für die Freiheit der Medien Dunja Mijatović mit der Begründung: „Das ist nicht gut. Als Präsident muss Poroschenko den Fernsehkanal verkaufen“ kritisiert.
Poroschenko gab Anfang April 2014 in einem Interview mit der Bildzeitung bekannt, sollte er die Präsidentschaftswahl in der Ukraine 2014 gewinnen, würde er den Roshen-Konzern verkaufen. Tatsächlich schien Nestlé um einen Betrag von einer Milliarde Dollar Interesse zu bekunden, dies bei einem Wert von 3 Milliarden. Aufgrund der schweren Verkäuflichkeit wurde die Idee eines „Blind Trust“ lanciert, dessen Existenz und Unabhängigkeit jedoch im April 2016 nicht gesichert war.
Im Wahlkampf 2014 versprach Poroschenko den Bürgern, dass er bei einem Wahlsieg seine Unternehmen verkaufen und nur dem Wohl des Landes dienen werde. Das Versprechen löste Poroschenko danach jedoch nicht ein. Dafür führte Poroschenko Gründe an, der Krieg habe die Wirtschaft stark schrumpfen lassen, für große Investitionen habe jetzt niemand Geld und ausländische Käufer würden das Risiko fürchten und unter Wert wollte er seine Unternehmen nicht verkaufen.
Mit der Veröffentlichung der Panama Papers wurde bekannt, dass Poroschenko am 21. August 2014, zwei Monate nach seiner Wahl, die Briefkastengesellschaft Prime Asset Partners Ltd. auf den Britischen Jungferninseln für sich gründen ließ, als „Holding für zypriotische und ukrainische Firmen der Roshen-Gruppe“ mit ihm als einzigem Anteilseigner. Diese gründete CEE Confectionery Investments Ltd., eine Briefkastengesellschaft auf Zypern und die wiederum gründete Roshen Europe BV in den Niederlanden. Poroschenko begründete die Konstruktion damit, dass er seine geschäftlichen von politischen Interessen habe trennen wollen, und verteidigt das Vorgehen damit, dass die Offshore-Holding dazu diene, sein Vermögen in einen Trust zu überführen. Die Finanzbehörden hätten stets von den in den Gesellschaften geparkten Vermögenswerten gewusst. Poroschenko hatte die Idee eines „Blind Trust“ für den Süßwarenkonzern Roshen lanciert und am 7. April bestätigte die „Treuhandgesellschaft Rothschild Trust“ des Bankhauses Rothschild & Co, dass sie seit Januar 2016 für Poroschenko dessen Süßwarenkonzern Roshen in einem „Blind Trust“ führt – die Laufzeit sei an Poroschenkos präsidiale Amtszeit geknüpft. Die investigativen Journalisten von Hromadske TV kamen zu dem Schluss, dass Poroschenko die anspruchsvollen Finanzstrukturen erschuf, um zu vermeiden, Steuern an den ukrainischen Staat zahlen zu müssen. Die Experten der Antikorruptionsorganisation Transparency International wiesen darauf hin, dass ein Gesetzesverstoß vorliege, denn Poroschenko hätte bestimmte Informationen veröffentlichen müssen. Die ukrainische Staatsanwaltschaft erklärte, dass man noch keinen Tatbestand sehe.
Die Panama Papers belegen, dass Poroschenko in Verbindung zur Offshore-Gesellschaft Intraco Management Ltd., ein weiteres Unternehmen auf den Britischen Jungferninseln, steht. Die Gesellschaft wurde 2002 gegründet, und ukrainische Medien berichteten bereits 2015, dass der Abgeordnete Ihor Kononenko (stellvertretender Fraktionsvorsitzender der Partei des Präsidenten, Geschäftsmann und enger Vertrauter von Poroschenko) Verbindungen zu dieser Gesellschaft habe. Darüber seien sowohl Geld an Kononenkos Tochter Daria Kononenko geflossen als auch Poroschenkos Privatjet bezahlt worden. Außerdem soll Intraco Geschäfte mit dem russischen Gaskonzern Gazprom abwickeln. In wessen Besitz die Intraco ist, blieb aber auch in den Panama Papers im Dunklen.
Poroschenko ist der Leiter der von ihm gegründeten Stiftung Petro Poroschenko, die unter anderem mit der Denkfabrik European Policy Centre (EPC) assoziiert ist. Vorsitzende dieser Stiftung ist seine Ehefrau Maryna Poroschenko.

## Politische Karriere

### Parteiämter
Von Oktober 1998 bis Februar 2002 war Poroschenko Mitglied des Politbüros der „Vereinten Sozialdemokratischen Partei der Ukraine“. Poroschenko war von Juli bis November 2000 Vorsitzender der Fraktion Solidarnist („Solidarität“), anschließend stellvertretender Vorsitzender in der Partei der Arbeitssolidarität der Ukraine. 2000 gründete Poroschenko die Fraktion Solidarnist, die er noch im selben Jahr mit vier weiteren Parteien zu einer neuen Partei zusammenführte – diese wurde im März 2001 als Partei der Regionen registriert und Poroschenko zum Stellvertreter des Vorsitzenden Mykola Asarow gewählt. Schon kurz darauf trat er jedoch aus und gründete Solidarnost als Partei neu.
Nach längerer eigenständiger Inaktivität der Partei, die er ursprünglich vor allem gegründet hatte, um am 2012 aufgelösten Parteienbündnis Block Unsere Ukraine teilnehmen zu können, und der automatisch folgenden Auflösung von Solidarnist im Dezember 2013 übernahm Poroschenko 2014 eine Kleinpartei als Vorsitzender. Diese baute er zur Nachfolgepartei, wieder Solidarnist genannt, um, wobei sie infolge der erfolgreichen Kooperation mit Vitali Klitschkos UDAR im August 2014 nach ihm in Block Petro Poroschenko (BPP) umbenannt wurde. Im August des folgenden Jahres ging die UDAR in der BPP auf, und Klitschko wurde neuer Vorsitzender. Seit 2019 ist Poroschenko wieder Vorsitzender der inzwischen zur Europäische Solidarität umbenannten Partei.

### Abgeordneter

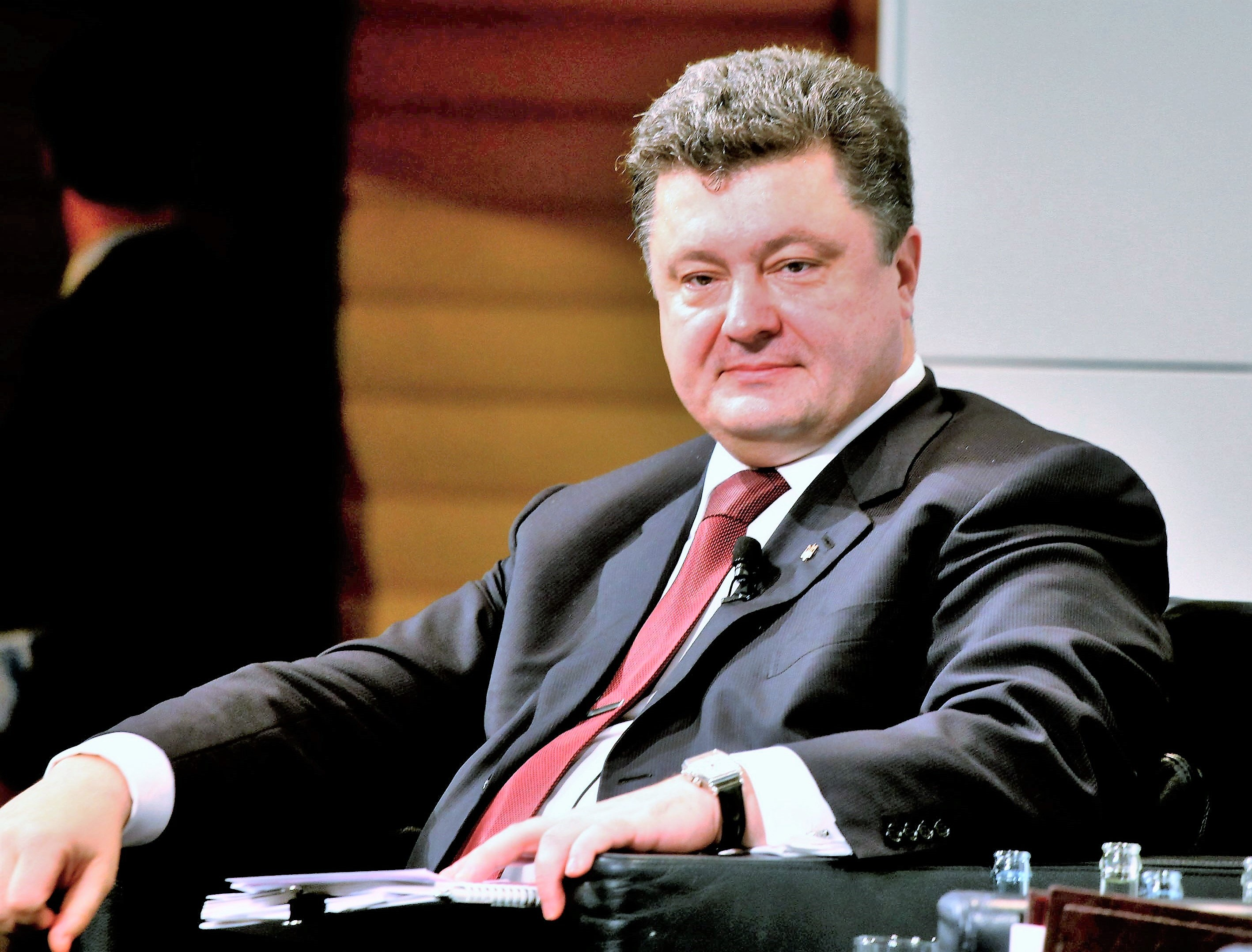
Petro Poroschenko auf der Münchner Sicherheitskonferenz im Jahr 2010.

Die regionale Hochburg Poroschenkos ist die Stadt Winnyzja im Westen der Zentralukraine. Mit 32 Jahren wurde er erstmals über seinen Wahlkreis in der Oblast Winnyzja im März 1998 ins Parlament, die Werchowna Rada, gewählt. Als Wirtschaftsspezialist betätigte er sich unter anderem in den Ausschüssen für Wertpapiere, Fonds- und Investitionsmärkte. Er schloss sich der Fraktion der Sozialdemokratischen Partei der Ukraine an, die den damaligen Präsidenten Leonid Kutschma unterstützte, und wurde Mitglied des politischen Rates dieser Partei.
In der vierten Wahlperiode der Werchowna Rada von 2002 bis 2006 war Poroschenko erneut Abgeordneter. Er gehörte der Fraktion Unsere Ukraine an, die den späteren Präsidenten Wiktor Juschtschenko unterstützte. Poroschenko war zeitweise Vorsitzender des Haushaltsausschusses und Mitglied des Nationalbankrates. Neben Julija Tymoschenko war er nach dem Wahlsieg Wiktor Juschtschenkos 2005 einer der Anwärter auf das Amt des Ministerpräsidenten.

### Regierungsämter
Von seinem Amt als Vorsitzender des Nationalen Sicherheits- und Verteidigungsrates, das Poroschenko nach dem Amtsantritt Juschtschenkos als Präsident übernahm, trat er im September 2005 kurz vor der Entlassung des Kabinetts Tymoschenko zurück. Als Ursachen wurden Konflikte mit der Regierung sowie Korruptionsvorwürfe genannt.
Am 9. Oktober 2009 wurde Poroschenko zum neuen Außenminister der Ukraine gewählt, dieses Amt hatte er bis zum März 2010 inne. Von März bis Dezember 2012 gehörte er als Wirtschaftsminister unter dem Präsidenten Janukowytsch dem Kabinett von Mykola Asarow an. In dieser Zeit, aber auch in seiner Rolle als Unternehmer forcierte er Verhandlungen mit der EU und strebte eine weitgehende Liberalisierung der Wirtschaft an.

### Euromaidan-Proteste

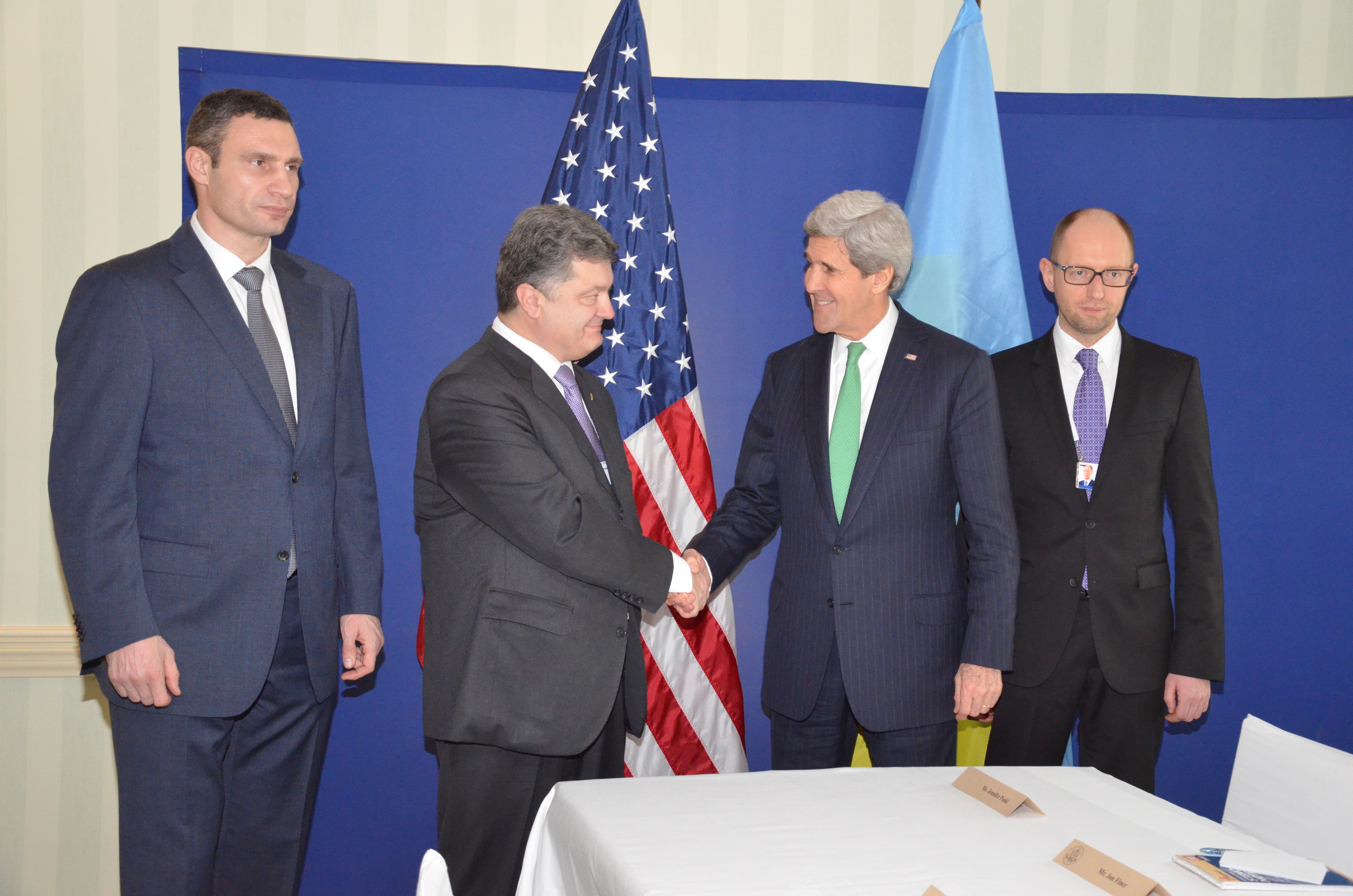
Münchner Sicherheitskonferenz 2014 – Petro Poroschenko und US-Außenminister John Kerry beim Händeschütteln; links Vitali Klitschko, rechts Arsenij Jazenjuk

Bei den Parlamentswahlen 2012 erreichte Poroschenko in der Oblast Winnyzja als unabhängiger Bewerber wieder ein Mandat für die Werchowna Rada. Sein Fernsehsender 5 Kanal berichtete seit 2013 zunehmend kritisch über die Politik der Regierung Janukowytsch und unterstützte die Forderungen des Euromaidan.
Am 20. Dezember 2013 sprach Poroschenko der ukrainischen Regierung die Legitimität ab, falls sie Vereinbarungen unterschrieben hat, die den Interessen von zwei Dritteln der Ukrainer widersprechen. Die Ukraine brauche zur Realisierung von Reformen „die Erfahrung der EU“ und eine „entschlossene Haltung der politischen Kräfte“. Manche dieser Reformen, darunter wirtschaftliche Reformen, würden unpopulär sein. Er sprach sich auch für einen gemeinsamen Kandidaten der Opposition gegen Präsident Janukowytsch bei den kommenden Präsidentschaftswahlen aus. Gefragt, ob er sich als zukünftiger Präsident der Ukraine sehe, sagte er: „Poroschenko kann vieles.“ Poroschenko war Gründungsmitglied des am 22. Dezember 2013 gegründeten Maidan-Rats, einem Zusammenschluss mehrerer politischer Parteien, parteiloser Personen und öffentlicher Organisationen der Euromaidan-Proteste mit dem Ziel, „eine neue Ukraine und eine neue ukrainische Regierung zu errichten“.

### Präsidentschaftskandidatur 2014
Nach der Flucht Janukowytschs nach Russland und seiner Absetzung als Staatspräsident durch das Parlament im Februar 2014 wurde Poroschenko am 29. März 2014 von Vitali Klitschko auf einem Parteitag der Partei UDAR als Kandidat für die ukrainischen Präsidentschaftswahlen 2014 vorgeschlagen.
Kurz zuvor trafen sich Poroschenko und Klitschko in Wien mit dem RosUkrEnergo-Gaszwischenhändler Dmytro Firtasch, der u. a. über die Inter Media Group Limited Ukraines TV-Kanal mit der größten Reichweite, Inter, kontrolliert, und warben – so Beobachter – um Unterstützung.
Am 31. März erklärte Poroschenko in einer Sendung des Fernsehkanals 1+1, er stehe für Kompromisse mit Russland in allen Fragen, ausgenommen der Annexion der Krim und dem Assoziierungsabkommen zwischen der Europäischen Union und der Ukraine. Die Ukraine habe sich für Europa entschieden und wolle ein vollwertiges EU-Mitglied werden. Die Mitgliedschaft könne bis zum Jahr 2025 erreicht werden. Einer föderativen Ukraine erteilte er eine Absage. Sein eigener Einsatz für seine Wahlkampagne soll 40 Millionen Euro betragen haben.
Am 25. Mai 2014 wurde Petro Poroschenko im ersten Wahlgang der Präsidentschaftswahl mit 54 Prozent der abgegebenen Wählerstimmen gewählt. Am 26. Mai wurde er offiziell zum Wahlsieger und somit zum designierten Präsidenten der Ukraine erklärt. Seine Amtseinführung fand am 7. Juni 2014 in der Werchowna Rada unter anderem in Anwesenheit des deutschen Bundespräsidenten Joachim Gauck statt.
Poroschenko war der erste Präsident der Ukraine, der nicht in einer Stichwahl antreten musste. Gleichzeitig gewann erstmals ein Präsident alle Regionen der Ukraine für sich, also auch im Osten und im Süden.

### Präsidentschaft

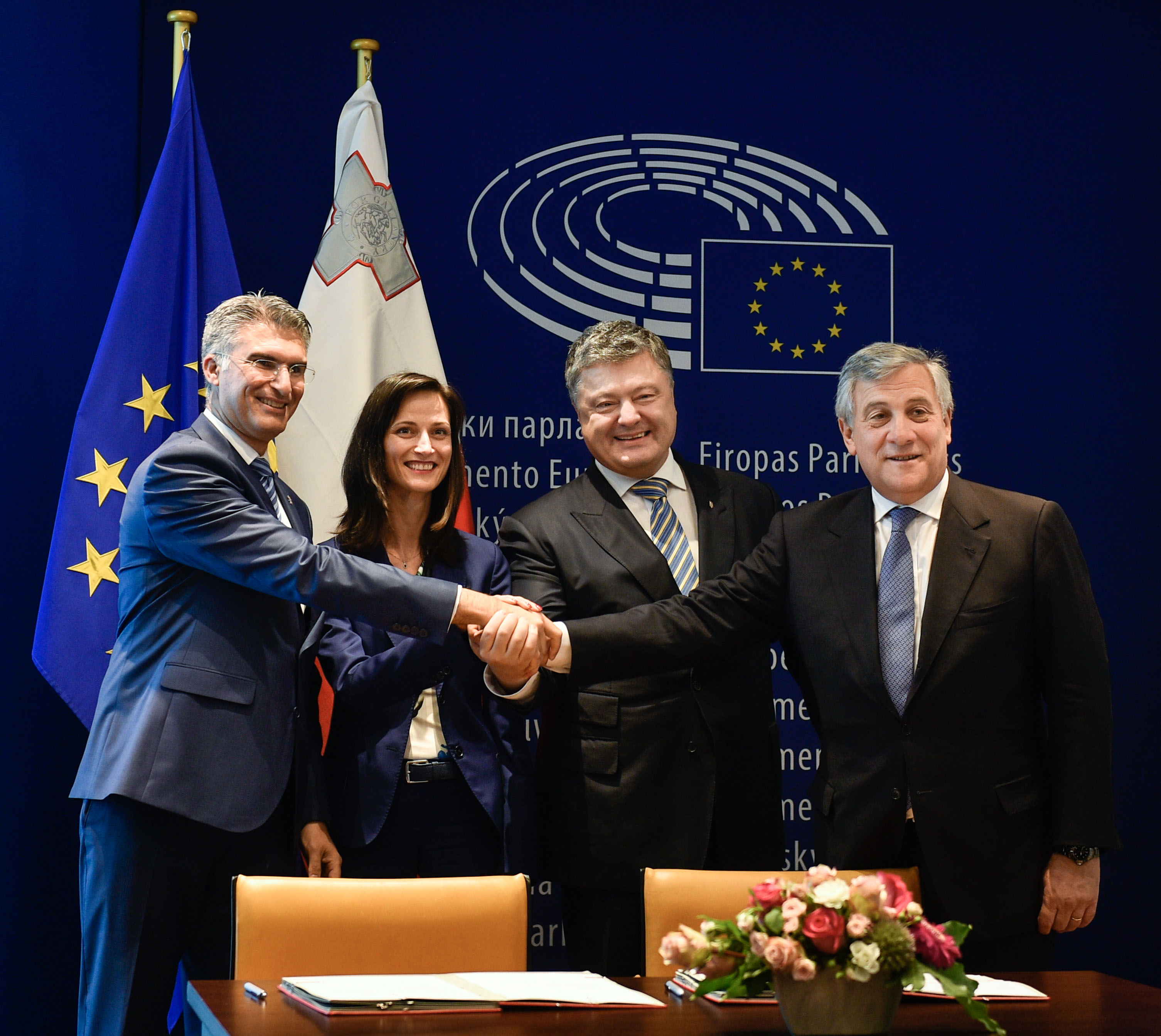
Unterzeichnung der Visafreiheit mit der Europäischen Union 2017

Während seiner Präsidentschaft regierte zunächst das Kabinett Jazenjuk I, gefolgt vom Kabinett Jazenjuk II, das im April 2016 vom Kabinett Hrojsman abgelöst wurde.
Seine erste Auslandsreise als (noch designierter) Präsident führte Poroschenko am 4. Juni 2014 in die polnische Hauptstadt Warschau, wo er sich unter anderem mit dem amerikanischen Präsidenten Barack Obama traf. Am folgenden Tag fand ein Treffen mit der deutschen Bundeskanzlerin Angela Merkel in Berlin statt. Am 6. Juni besuchte er die Gedenkfeier zum 70. Jahrestag der alliierten Invasion in der französischen Normandie, auf der 19 Staats- und Regierungschefs anwesend waren, wo er unter anderem mit dem russischen Präsidenten Wladimir Putin ein Gespräch führte. Von Frankreich flog er zur tags darauf erfolgten Amtseinführung zurück nach Kiew.
Während der Präsidentschaft Poroschenkos wurde das Gesundheitssystem reformiert und Städte und Regionen erhielten erstmals mehr Kompetenzen bei der Wahrnehmung ihrer Aufgaben. Im Jahr 2017 erlangte die Ukraine die Visafreiheit mit der EU.
Am 25. August 2014 löste er per Dekret vorzeitig das Parlament auf, um vorgezogene Neuwahlen als Teil seines Friedensplans zu ermöglichen. Die von ihm gegründete Partei Block Petro Poroschenko, die auf Solidarnist zurückgeht und aufgrund Poroschenkos Präsidentschaft formal durch Jurij Luzenko geführt wurde, erreichte bei der Parlamentswahl mit 21,83 Prozent hinter der Volksfront das zweitbeste Ergebnis und nahm als noch vor der Volksfront stärkste Fraktion mit dieser, zwecks einer Regierungsbildung, Koalitionsverhandlungen auf.

### Präsidentschaftswahlkampf 2019
Bei den Präsidentschaftswahlen 2019 trat Poroschenko mit dem patriotischen Wahlslogan „Armee! Sprache! Glaube!“ an, einem Dreiklang, der auf die Modernisierung der Streitkräfte, die Privilegierung der ukrainischen Sprache im öffentlichen Raum sowie die Anerkennung der ukrainisch-orthodoxen Kirche zielte. Er unterlag am 31. März im ersten Wahlgang dem bekannten TV-Schauspieler Wolodymyr Selenskyj, einem politischen Quereinsteiger. Bei der Stichwahl am 21. April 2019 räumte Poroschenko bereits wenige Minuten nach dem Schließen der Wahllokale seine Niederlage ein und gratulierte dem Wahlsieger Selenskyj. Er kündigte an, weiter in der Politik bleiben und für die Ukraine kämpfen zu wollen.

### Anklage wegen Hochverrats und Russland-Ukraine-Krieg
Im Dezember 2021 wurde Poroschenko des Landesverrats, der Unterstützung terroristischer Organisationen und der Finanzierung des Terrorismus beschuldigt, weil er angeblich zusammen mit dem prorussischen Politiker Wiktor Medwedtschuk den Kauf von Kohle aus von Separatisten kontrollierten Gebieten der Ukraine organisiert hatte. Im Falle einer Verurteilung drohen ihm bis zu 15 Jahre Gefängnis. Poroschenko bestritt die Vorwürfe und nannte sie „fabrizierte, politisch motivierte und schwarze PR, die sich gegen [Selenskyjs] politische Gegner richtete“. Am 6. Januar 2022 beschlagnahmte ein ukrainisches Gericht Poroschenkos Eigentum.
Im Januar 2022 entschied ein Gericht, dass Poroschenko bis auf Weiteres in Kiew zu bleiben habe. Gemäß dieser Verpflichtung muss Poroschenko den Behörden seinen Reisepass vorlegen, darf Kiew oder die Oblast Kiew nicht verlassen, ohne zuvor die Erlaubnis des Gerichts oder der Staatsanwaltschaft eingeholt zu haben.
Am Tag nach dem russischen Überfall auf die Ukraine zeigte sich Poroschenko mit einer Kalaschnikow bewaffnet in Kiew, umringt von weiteren bewaffneten Zivilisten. Er ist Finanzier des privaten Bataillons „Waffenbrüder“ (Res_Publica. Брати по Зброї).
Ende Mai 2022 erklärte Poroschenko, dass ihm trotz einer offiziellen Reiseerlaubnis die Ausreise verweigert wurde. Poroschenko wollte als Mitglied der ukrainischen Delegation an der Frühjahrssitzung der Parlamentarischen Versammlung der NATO in Vilnius teilnehmen. Später durfte er jedoch die Ukraine an der polnischen Grenze verlassen, um an einem politischen Treffen über den Krieg teilzunehmen. Im Winter 2023 wurde Poroschenko erneut vom SBU an einer Reise in die EU gehindert, obwohl er über eine vom Sprecher der Werchowna Rada, Ruslan Stefanchuk, unterzeichnete offizielle Reisegenehmigung verfügte.

## Privates
Poroschenko ist seit seiner Studienzeit mit Maryna Poroschenko (* 1962), einer Kardiologin, verheiratet. Das Paar hat vier gemeinsame Kinder. Der älteste Sohn Olexij (* 1985) war von 2014 bis 2019 Abgeordneter der Werchowna Rada. Pate seiner Zwillingstöchter ist Wiktor Juschtschenko. Poroschenko wiederum ist Pate eines Sohnes von Juschtschenko. Der jüngste Sohn wurde 2001 geboren.